# Censo peruano de 1993
El censo peruano de 1993 fue una enumeración detallada de la población peruana.  Fue el noveno censo nacional de población y cuarto de vivienda llevado a cabo en el Perú por el Instituto Nacional de Estadística e Informática el domingo 11 de julio de 1993. Debió realizarse el año 1991, diez años después del censo de 1981, pero fue retrasado por falta de presupuesto.
El último censo hecho por el Gobierno del Perú es el censo de 2017.

## Resultados
De acuerdo con este censo, la población total del Perú es de 22,048,356 habitantes, de los cuales 50.3% (11,091,981) son mujeres y 49,7% (10,956,375) son varones.

### Departamentos
| Departamento     | Población  | % del total |
| ---------------- | ---------- | ----------- |
| Amazonas         | 337,421    | 1.5         |
| Ancash           | 1,192,942  | 5.4         |
| Apurímac         | 550,846    | 2.5         |
| Arequipa         | 846,80     | 3.8         |
| Ayacucho         | 766,962    | 3.5         |
| Cajamarca        | 1,652,073  | 7.5         |
| Callao           | 418,261    | 1.9         |
| Cusco            | 1,147,713  | 5.2         |
| Huancavelica     | 580,892    | 2.6         |
| Huánuco          | 729,553    | 3.3         |
| Ica              | 595,235    | 2.7         |
| Junín            | 1,185,301  | 5.4         |
| La Libertad      | 1,320,230  | 6.0         |
| Lambayeque       | 915,968    | 4.2         |
| Lima             | 4,430,910  | 28.6        |
| Loreto           | 742,717    | 3.4         |
| Madre de Dios    | 45,655     | 0.2         |
| Moquegua         | 114,228    | 0.5         |
| Pasco            | 299,749    | 1.4         |
| Piura            | 1,568,391  | 7.1         |
| Puno             | 1,329,474  | 6.0         |
| San Martín       | 474,024    | 2.1         |
| Tacna            | 149,838    | 0.7         |
| Tumbes           | 136,738    | 0.6         |
| Ucayali          | 240,945    | 1.1         |
| En el extranjero | 52,725     | 0.2         |
| Sin especificar  | 223,385    | 1.0         |
| Total            | 22,048,356 | 100%        |

### Lima Metropolitana
El área metropolitana de Lima está formado por las ciudades de Lima y Callao.
| Área                       | Población | % del total |
| -------------------------- | --------- | ----------- |
| Área metropolitana de Lima | 6,434,323 | 28.4        |